# Вотер-Веллі (Кентуккі)
Вотер-Веллі (англ. Water Valley) — місто (англ. city) в США, в окрузі Ґрейвс штату Кентуккі. Населення — 235 осіб (2020).

## Географія
Вотер-Веллі розташований за координатами 36°34′6″ пн. ш. 88°48′39″ зх. д. / 36.56833° пн. ш. 88.81083° зх. д. (36.568276, -88.810732).  За даними Бюро перепису населення США, в 2010 році місто мало площу 1,62 км², з яких 1,61 км² — суходіл та 0,01 км² — водойми. В 2017 році площа становила 1,38 км², з яких 1,38 км² — суходіл та 0,00 км² — водойми.

## Демографія
Згідно з переписом 2010 року у місті мешкало 279 осіб у 117 домогосподарствах, у складі 74 родин. Густота населення становила 173 особи/км².  Було 145 помешкань (90/км²).
Расовий склад населення:
| - 91,4 % — білих - 5,7 % — чорних (або афроамериканців) |

До двох чи більше рас належало 2,5 %. Частка іспаномовних становила 1,1 % від усіх жителів.
За віковим діапазоном населення розподілялося таким чином: 24,0 % — особи молодші 18 років, 61,3 % — особи у віці 18—64 років, 14,7 % — особи у віці 65 років та старші. Медіана віку мешканця становила 38,6 року. На 100 осіб жіночої статі в місті припадало 99,3 чоловіків;  на 100 жінок у віці від 18 років та старших — 89,3 чоловіків також старших 18 років.
Середній дохід на одне домашнє господарство  становив 32 677 доларів США (медіана — 23 500), а середній дохід на одну сім'ю — 41 356 доларів (медіана — 35 625). За межею бідності перебувало 33,5 % осіб, у тому числі 41,9 % дітей у віці до 18 років та 31,9 % осіб у віці 65 років та старших.
Цивільне працевлаштоване населення становило 129 осіб. Основні галузі зайнятості: виробництво — 25,6 %, роздрібна торгівля — 17,1 %, мистецтво, розваги та відпочинок — 12,4 %, освіта, охорона здоров'я та соціальна допомога — 11,6 %.